# Умаров, Ахмад Хамадович
Ахмад Хамадович Умаров, также известен как Абу-Хамза (чечен. Ӏумари Хьамадин Ахьмад; род. 2 апреля 1962, Харсеной, Шатойский район, ЧИАССР) — радикальный-исламист, амир (глава) «Вилаята Нохчийчоь» за рубежом, участник Второй чеченской войны, руководитель «Маджлисуль-Шура Вилаята Нохчийчоь» (Ичкерия) ИК, представитель «Вилаята Нохчийчоь» за рубежом с 2015 года.

## Биография

### Происхождение
Родился 2 апреля 1962 года в селе Харсеной Шатойского района Чечено-Ингушской ССР). По национальности чеченец из тайпа мулкой. Старший брат Доку Умарова.

### Вторая чеченская война
С начала Второй чеченской войны с 1999 года воевал в составе вооружённых формирований Чеченской Республики Ичкерия. В 2000-х годах сдался властям и был арестован и заключён в тюрьму.

### Деятельность за рубежом
После выхода из тюрьмы Ахмад уехал в Турцию, где продолжал поддерживать и финансировать чеченских сепаратистов.
В 2015 году он стал новым представителем Вилаята Нохчийчоь после того, как его предшественник Абдулвахид Эдельгериев был застрелен в Стамбуле. Также является руководителем Маджлисуль-шура Вилаята Нохчийчоь.
В 2014 году Ахмад Умаров организовал нападение боевиков на Грозный в количестве 11 человек, в ходе которого было убито и ранено несколько десятков человек, включая боевиков. Глава Чеченской Республики Рамзан Кадыров обвинил лично А. Умарова в организации этого нападения и потребовал от турецких властей о его выдачи российским властям.

### Амир Вилаята Нохчийчоь
В конце апреля 2022 года, под конец священного для мусульман месяца Рамадан, чеченские боевики провели собрание, на котором выбрали новых лидеров, в частности амира и кадия и ряд других руководителей т. н. Вилаята Нохчийчоь, где с речью выступил А. Умаров.

## Семья
Кроме Ахмада в семье Умаровых было ещё 6 детей, 5 братьев — Докка, Иса, Муса, Руслан и Ваха и одна сестра — Наталья. Его отец Хамад был похищен силовиками в 2005 году, по утверждению Докки, их отец был убит пророссийскими чеченскими силовиками. Его единственная сестра Наталья также была похищена силовиками и бесследно пропала. Трое братьев Ахмада — Иса, Муса и Докка погибли во время боевых действий с федеральными силами в Чечне. Один брат — Ваха проживает в Турции. О другом брате Руслане неизвестно ничего, кроме того, что в 2011 году он был задержан в Италии.